# Aeroportul Regional St. Cloud
Aeroportul Regional St. Cloud (IATA: STC, ICAO: KSTC, FAA LID: STC) este un aeroport din Comitatul Sherburne, Minnesota, Minnesota, Statele Unite ale Americii ce deservește zona St. Cloud⁠(d). Aeroportul a fost tranzitat în 2019 de 43.534 de pasageri. A fost numit după zona deservită.
Situat la o altitudine de 314 m, aeroportul dispune de 2 piste.

## Infrastructură

### Piste
Aeroportul dispune de 2 piste. Pista 05/23 are suprafața de asfalt și dimensiunile 3.000 picioare × 75 picioare. Pista 13/31 are suprafața de beton și dimensiunile 7.000 picioare × 150 picioare. 